# Westwood (Kansas)
Westwood – miasto w Stanach Zjednoczonych, w stanie Kansas, w hrabstwie Johnson.